# 吹田音楽コンクール
吹田音楽コンクール（すいたおんがくコンクール）は、吹田市、吹田市教育委員会、財団法人吹田市文化振興事業団が主催する日本のクラシック音楽のコンクール。

## 概要・趣旨
本コンクールは1990年に第1回目が開催され、毎年行われていたが、2009年開催の第20回をもって終了した。すべての年度で例外なく吹田市文化会館（メイシアター）大ホールで行われた。審査部門は、過去には作曲部門も行われたが、終了時にはピアノソロ、ピアノデュオの2部門で、予選が9月、本選が12月に行われた。

## 賞・副賞
| 順位         | 賞・賞金                                               |
| ------------ | ------------------------------------------------------ |
| 1位          | 賞状、賞金50万円（ソロまたはデュオ部門より1組：計1組） |
| 2位          | 賞状、賞金10万円（両部門より）                         |
| 3位          | 賞状、賞金5万円（両部門より）                          |
| 審査員奨励賞 | 賞状（両部門より：若干名）                             |
| 吹田賞       | 賞状、賞金3万円（両部門より：若干名）                  |

※吹田賞は、吹田市在住で、優秀と認められた方に贈られる。
また、1位受賞者は吹田市文化振興事業団主催の演奏会において協奏曲などの演奏をする機会を与えられる。
その他入賞者には、メイシアターでの催し物、演奏会などに出演する機会を与えられる。

## 過去の優勝者（最高位）
| 開催回   | ソロ     | デュオ |
| -------- | -------- | ------ |
| 第1回    | 藤満健   |        |
| （中略） |          |        |
| 第19回   | 金田仁美 |        |
| 第20回   | 川口智輝 |        |